# Anomis hostia
Anomis hostia är en fjärilsart som beskrevs av Harvey 1876. Anomis hostia ingår i släktet Anomis och familjen nattflyn. Inga underarter finns listade i Catalogue of Life.